# Angelina Golikovová
Angelina Romanovna Golikovová (rusky Ангелина Романовна Голикова; * 17. září 1991 Moskva, Sovětský svaz) je ruská rychlobruslařka.
V roce 2008 startovala na Mistrovství světa juniorů a ve Světovém poháru juniorů. V seniorském Světovém poháru debutovala již v roce 2009, pravidelně v něm začala nastupovat v roce 2014. Startovala na Zimních olympijských hrách 2014 (500 m – 18. místo). Na Mistrovství Evropy 2018 vyhrála s ruským týmem týmový sprint a získala stříbrnou medaili v závodě na 500 m. Zúčastnila se Zimních olympijských her 2018, kde v závodě na 1000 m skončila na 22. místě a na poloviční distanci byla sedmá. Z MS 2019 si přivezla bronz z týmového sprintu. Na ME 2020 získala zlatou medaili v týmovém sprintu a bronz v závodě na 500 m. Z Mistrovství světa na jednotlivých tratích 2020 si přivezla stříbrné medaile ze závodu na 500 m a z týmového sprintu. Na Mistrovství Evropy 2021 získala ve sprinterském víceboji stříbrnou medaili a na MS 2021 vyhrála závod na 500 m. Z ME 2022 si přivezla stříbro z tratě 500 m, na Zimních olympijských hrách 2022 získala na téže distanci bronz a na dvojnásobné trati byla čtvrtá.